# Thyriodes flabellum
Thyriodes flabellum là một loài bướm đêm trong họ Noctuidae.